# روان‌پریشی (فیلم)
«روان‌پریشی» (انگلیسی: Psychosis (film)) فیلمی در ژانر ترسناک است که در سال ۲۰۱۰ منتشر شد. از بازیگران آن می‌توان به کاریزما کارپنتر و جاستین هاوکینز اشاره کرد.